# 안성 법계사 화장찰해도
안성 법계사 화장찰해도(安城 法界寺 華藏刹海圖)는 대한민국 경기도 안성시 명륜동 법계사에 있는 불화이다. 2004년 11월 27일 경기도의 문화재자료 제132호로 지정되었다.

## 개요
법계사 대웅전 내에 봉안된 화장찰해도(華藏刹海圖)는 1970년대 대웅전이 건립된 후 안성 청룡사에서 옮겨왔다. 화장찰해도는 가로 241.5㎝×세로 162㎝의 두루마리 형태로 직사각형을 이루고 있으며 제작연대는 화기를 통해 1911년에 그려졌음을 알 수 있다.
법계사 화장찰해도는 바깥쪽부터 안쪽으로 11개의 동심원이 둘러져 있어 연화장세계를 받치는 11개의 풍륜을 그린 것이다. 그 안쪽에는 물결치는 향수해(香水海)와 대련화가 둘러싸고 있으며, 비로자나불의 정토인 연화장세계를 받치고 있다. 대련화 안쪽에는 금강륜산(金剛輪山)이 둘러싸고 있는데, 여기부터 연화장세계의 종(種)이 가운데 큰 원을 중심으로 펼쳐지게 된다. 화면 중앙의 원과 주변의 작은 10개의 원에는 지권인을 한 비로자나불을 그렸으며 다시 작은 원은 바깥쪽을 향해 방사선으로 퍼져 있다. 이 원에는 화장세계품의 세계종(世界種) 명칭을 적어놓았다.
20세기 전반기의 불화는 대부분 향토에서 보존하는 방향으로 유도하였지만 화장찰해도가 새롭게 확인된 사실과 조선후기 경상도 일대의 불화승들이 경기도 지역을 방문하여 불화를 그린 단서를 제공하여 중요한 자료로 평가된다.

## 참고 문헌
- 안성법계사화장찰해도 - 국가유산청 국가유산포털